# Lawrenceville (Virginia)
Lawrenceville es una localidad del condado de Brunswick, Virginia, Estados Unidos. Según el censo de 2000 tenía una población de 1.275 habitantes y una densidad de población de 535.1 hab/km².

## Demografía
Según el censo de 2000, había 1.275 personas, 376 hogares y 209 familias residiendo en la localidad. La densidad de población era de 535,1 hab./km². Había 459 viviendas con una densidad media de 192,6 viviendas/km². El 33,25% de los habitantes eran blancos, el 64,63% afroamericanos, el 0,31% amerindios, el 0,24% asiáticos y el 1,57% pertenecía a dos o más razas. El 1,41% de la población eran hispanos o latinos de cualquier raza.
Según el censo, de los 376 hogares en el 24,5% había menores de 18 años, el 35,1% pertenecía a parejas casadas, el 13,8% tenía a una mujer como cabeza de familia y el 44,4% no eran familias. El 39,6% de los hogares estaba compuesto por un único individuo y el 21,3% pertenecía a alguien mayor de 65 años viviendo solo. El tamaño promedio de los hogares era de 2,35 personas y el de las familias de 3,16.
La población estaba distribuida en un 17,3% de habitantes menores de 18 años, un 33,2% entre 18 y 24 años, un 17,5% de 25 a 44, un 18,2% de 45 a 64 y un 13,8% de 65 años o mayores. La media de edad era 25 años. Por cada 100 mujeres había 76,6 hombres. Por cada 100 mujeres de 18 años o más, había 73,4 hombres.
Los ingresos medios por hogar en la localidad eran de 28.594 dólares ($) y los ingresos medios por familia eran 41.875 $. Los hombres tenían unos ingresos medios de 31.583 $ frente a los 18.056 $ para las mujeres. La renta per cápita para la ciudad era de 12.353 $. El 21,8% de la población y el 12,7% de las familias estaban por debajo del umbral de pobreza. El 23,2% de los menores de 18 años y el 18,8% de los habitantes de 65 años o más vivían por debajo del umbral de pobreza.

## Geografía
Según la Oficina del Censo de los Estados Unidos, la localidad tiene un área total de 2,4 km², todos ellos correspondientes a tierra firme.